# 조정국
조정국(1959년 12월 6일~)은 대한민국의 배우이고 연극인이다. 1983년에 연극배우로 처음 데뷔하였다.

## 출연 작품

### 드라마
- 1991년 KBS1 청소년드라마 《맥랑시대》 ... 홍 씨, 제과점 제빵사 역
- 1995년 KBS1 대하드라마 《찬란한 여명》 ... 김경천, 청나라 병사 역 (1인 2역)
- 1996년 KBS1 대하드라마 《용의 눈물》 ... 정도전의 집사 역
- 2000년 KBS1 대하드라마 《태조 왕건》 ... 야율아보기 역
- 2001년 KBS2 대하드라마 《명성황후》 ... 호리모토 레이조 역
- 2002년 KBS1 대하드라마 《제국의 아침》 ... 황보숭의 집사 역
- 2003년 KBS1 대하드라마 《무인시대》 ... 박강수 역
- 2004년 KBS1 대하드라마 《불멸의 이순신》 ... 인육을 먹은 백성 역
- 2004년 SBS 대하드라마 《토지》...응칠이 역
- 2005년 MBC 대하드라마 《제5공화국》 ... 민정수석 비서관 김용갑 역
- 2006년 SBS 대하드라마 《연개소문》 ... 사비류 역
- 2008년 KBS1 대하드라마 《대왕 세종》 ... 도도웅수 부장 역
- 2009년 KBS1 대하드라마 《천추태후》 ... 최숙 역